# Zamostia (obwód czerniowiecki)
Zamostia (ukr. Замостя; rum. Zamostea; dawn. niem. Zamostie; daw. pol. Zamoszcze) – wieś na Ukrainie, w obwodzie czerniowieckim, w rejonie wyżnickim. W 2017 roku liczyła ok. 2,1 tys. mieszkańców.
Znajduje się w strefie stepowej. Wioska jest bardzo atrakcyjna przez swoje położenie geograficzne, znana ze swoich zasobów rekreacyjnych.
Dowody archeologiczne wskazują, że pierwsza osada w miejscowości była w okresie późnego paleolitu, tj. 40 - 35 tys. lat temu. We wsi znaleziono zabytki kultury Cucuteni-Trypole. Pierwszy zapis pisemny o miejscowości jest datowany 29 marca 1451 w księgach sądu galicyjskiego.